# Joe Lynch (director)
Joe Lynch (nascut el 23 de març de 1976) és un director de cinema i vídeos musicals, productor de cinema, director de fotografia i actor estatunidenc.

## Vida i carrera
Lynch va néixer a Long Island, Nova York. Tot i que va començar la seva carrera com a actor infantil, aviat es va obsessionar amb el propi cinema. D’estudiant va fer els seus dos primers curtmetratges, mAHARBA i hiBeams.
Lynch ha dirigit vídeos musicals per a grups com DVDA, Pete Yorn, Strapping Young Lad, Faith No More, 311, i Godhead. També va ser un dels creadors del programa de televisió Uranium per a Fuse TV .
El seu debut com a director en un llargmetratge va ser Wrong Turn 2: Dead End, protagonitzada per Henry Rollins, Erica Leerhsen, i Texas Battle.
Lynch és un fan de tota la vida de les pel·lícula de gènere (especialment terror) i ha aparegut com a convidat destacat a diverses convencions del Fangoria's Weekend of Horrors. També ha aparegut en diversos curtmetratges, inclòs el curtmetratge de Halloween del 2007 "The Tiffany Problem" del director Adam Green al costat de Joel Moore i Corri English. Lynch va treballar a [[G4 (cadena de televisió estatunidenca
)|G4]] com a director creatiu del lloc web, i apareix com a convidat especial a la seva popular sèrie Attack of the Show! en un segment de temàtica de terror anomenat "Body Count".
El 2012 va estrenar el seu llargmetratge Knights of Badassdom, pel·lícula de "terror/aventura/comèdia", protagonitzada per Ryan Kwanten, Steve Zahn, Summer Glau, Danny Pudi, Jimmi Simpson i Peter Dinklage. Lynch va renegar de la pel·lícula després d'una important interferència de l'estudi.
A més de la seva carrera de director, Lynch també és coprotagonista de la sitcom Holliston, juntament amb el director Adam Green, que es va estrenar a Fearnet el 3 d'abril de 2012. Lynch també va ser productor executiu del programa.
La següent pel·lícula de Lynch va ser el thriller d'acció Everly, que va entrar en producció l'estiu de 2013, amb Salma Hayek al paper principal. La pel·lícula també fou protagonitzada per Jennifer Blanc i Togo Igawa. El guió va ser escrit per Yale Hannon, basat en una història de Lynch i Hannon. La pel·lícula va ser produïda per Crime Scene Pictures & Anonymous Content. Lynch també va dirigir el vídeo musical de Bear McCreary i Raya Yarbrough "Silent Night", publicat com a bonus al Blu-ray d' Everly.
El 2013, Lynch va escriure i dirigir el curtmetratge Truth in Journalism basat en el personatge de Marvel Eddie Brock/ Venom. Aquest curt també va estar parcialment influenciat per la pel·lícula Man Bites Dog. La pel·lícula és protagonitzada per Ryan Kwanten com a personatge principal. També va ser productor executiu de la pel·lícula de terror txeco-ucraïnesa Ghoul, que es va estrenar als EUA. al març de 2015.
El 2016, Lynch va dirigir la pel·lícula de terror d'acció Mayhem, que va ser produïda per Circle of Confusion. Fou protagonitzada per Steven Yeun i Samara Weaving. La pel·lícula es va llançar simultàniament en sales limitades i VOD/HD digital als EUA el 10 de novembre de 2017.
El 2017, Lynch va signar per dirigir una propera pel·lícula de terror Taste basada en un guió de l'escriptor de No One Lives David Cohen. La pel·lícula estarà produïda per Erin Eggers, Chase Hudson i Matthew Porter de Penchant Entertainment amb Cohen. La producció estava programada per començar a Los Angeles l'estiu del 2017.

## Filmografia
| Any  | Títol                   | Director | Guionista | Productor | Notes                |
| ---- | ----------------------- | -------- | --------- | --------- | -------------------- |
| 2007 | Wrong Turn 2: Dead End  | Sí       | No        | No        |                      |
| 2011 | Chillerama              | Sí       | Sí        | Sí        | segment: Zom-B-Movie |
| 2013 | Something Real and Good | No       | No        | Executive |                      |
| 2013 | Knights of Badassdom    | Sí       | No        | No        |                      |
| 2014 | Everly                  | Sí       | Sí        | No        |                      |
| 2015 | Ghoul                   | No       | No        | Executiu  |                      |
| 2017 | Mayhem                  | Sí       | No        | No        |                      |
| 2019 | Point Blank             | Sí       | No        | No        |                      |
| 2023 | Suitable Flesh          | Sí       | No        | Executiy  |                      |

| Any       | Títol                         | Director | Guionista | Productor | Notes      |
| --------- | ----------------------------- | -------- | --------- | --------- | ---------- |
| 2007      | Attack of the Show!           | No       | No        | Segment   | 1 episodi  |
| 2012-2018 | Holliston                     | Sí       | No        | Executiu  |            |
| 2016      | 12 Deadly Days                | Sí       | No        | Sí        | 1 episodi  |
| 2018      | My Dead Ex                    | Sí       | No        | No        | 2 episodis |
| 2021      | Creepshow                     | Sí       | No        | No        | 4 episodis |
| 2022      | Ultra Violet & Black Scorpion | Sí       | No        | No        | 2 episodis |
| 2024      | Tales From the Void           | Sí       | No        | No        | 1 episodi  |

| Any       | Títol                       | Paper                  | Notes                   |
| --------- | --------------------------- | ---------------------- | ----------------------- |
| 1999      | Terror Firmer               | Noi de pinces de roba  |                         |
| 2007      | Wrong Turn 2: Dead End      | Noi a la pantalla      | sense acreditar         |
| 2009      | Sweatshop                   | Fantasma               | com Fernando Phagabeefy |
| 2010      | Frozen (pel·lícula de 2010) | Noi a la telecadira #2 | sense acreditar         |
| 2010      | Hatchet II                  | Caçador de caimans     | uncredited              |
| 2011      | Chillerama                  | Fernando Phagabeefy    | sense acreditar         |
| 2012-2018 | Holliston                   | Joe                    |                         |
| 2014      | Everly                      | Oficial de SWAT        |                         |
| 2017      | Mayhem                      | Ray the IT Guy         | sense acreditar         |
| 2017      | Victor Crowley              | Pilot Matthew Waters   | uncredited              |
| 2019      | Point Blank                 | Cameraman              |                         |
| 2021      | Happy Slashers              | Buffalo Bill           | veu                     |
| 2023      | Suitable Flesh              | Ray the Orderly        |                         |

### Aparicionss
- Making Gore Look Good (2007)
- More Blood, More Guts: The Making of 'Wrong Turn 2' (2007)
- On Location with P-Nut (2007)
- His Name Was Jason: 30 Years of Friday the 13th (2009)
- Into the Dark: Exploring the Horror Film (2009)
- The Psycho Legacy (2010)